# Габровчець
Габровчець (словен. Gabrovčec) — поселення в общині Іванчна Гориця, Осреднєсловенський регіон, Словенія. Висота над рівнем моря: 279 м.